# Thiniba Samoura
Thiniba Samoura (Parijs, 11 februari 2004) is een voetbalspeelster uit Frankrijk. Ze speelt als verdediger en middenvelder voor Paris Saint-Germain in de Division 1.

## Clubcarrière
Samoura begon haar profcarrière bij FC Thiais in 2015. In 2019 voegde ze zich bij Paris FC. Voor deze club maakte ze haar debuut in de Division 1 op 20 november 2021 in een 2-0 overwinning op Dijon.
Op 18 augustus 2023 kondigde Paris Saint-Germain de komst van Samoura aan. Ze tekende een driejarig contract tot 30 juni 2026 in de Franse hoofdstad.

## Statistieken
| Seizoen | Club                | Land      | Competitie | Wedstrijden | Doelpunten |
| ------- | ------------------- | --------- | ---------- | ----------- | ---------- |
| 2021/22 | Paris FC            | Frankrijk | Division 1 | 5           | 0          |
| 2022/23 | Paris FC            | Frankrijk | Division 1 | 4           | 0          |
| 2023/24 | Paris Saint-Germain | Frankrijk | Division 1 | 19          | 0          |
| 2024/25 | Paris Saint-Germain | Frankrijk | Division 1 | 14          | 0          |
| Totaal  | Totaal              | Totaal    | Totaal     | 40          | 59         |

Laatste update: 6 juni 2025

## Interlandcarrière
Samoura werd op 3 december 2023 voor het eerst omgeroepen voor het Franse nationale team voor een Nations League wedstrijd tegen Portugal. Ze maakte haar debuut op 16 juli 2024 in een 3-1 nederlaag tegen Ierland.
In juni 2025 werd Samoura opgenomen in de Franse selectie voor op het EK 2025 in Zwitserland.